# Amomum longipetiolatum
Amomum longipetiolatum är en enhjärtbladig växtart som beskrevs av Elmer Drew Merrill. Amomum longipetiolatum ingår i släktet Amomum och familjen Zingiberaceae. IUCN kategoriserar arten globalt som otillräckligt studerad. Inga underarter finns listade i Catalogue of Life.